# Vila Haná (Luhačovice)
Vila Haná je samostatně stojící vila s hrázděným patrem, situovaná v Luhačovicích na Masarykově ulici čp. 209. Společně se sousední vilou Světlana je známou luhačovickou architektonickou památkou.

## Historie
Vila byla vystavěna v roce 1897. Od roku 2003 je chráněnou kulturní památkou. Stavbu projektoval uherskohradišťský architekt Julius Koop. Byla určena jak k bydlení, tak k případnému komerčnímu využití. Část vily si pronajímal doktor Schön, který ve vile provozoval lékařskou ordinaci.[chybí lepší zdroj]

## Architektura
Jedná se o dvoupatrový dům na obdélníkovém půdorysu, se sedlovou střechou. Přízemí bylo novodobě upraveno: namísto původní bosáže je pokryto hladkou šedou omítkou a v průčelí jsou vsazena velká trojdílná okna. Fasáda prvního patra a podkroví je zachována v původním duchu. Patro je hrázděné, zaujmou především vyřezávané balkony a vyřezávané lišty ve štítě.
Ze severovýchodní strany je provedena novodobá přístavba garáže, v zadní části domu pak navazuje další přístavba.